# Brody Jenner
Sam "Brody" Jenner  (sinh ngày 21 tháng 8 năm 1983)  là một nhân vật truyền hình, xã hội và người mẫu truyền hình Mỹ. Anh sinh ra và lớn lên ở Los Angeles, California. Năm 2005, Jenner xuất hiện trong loạt phim truyền hình thực tế các nguyên tắc của Malibu (The Princes of Malibu), trong đó có thêm anh trai của mình, Brandon Jenner,và bạn của anh, Spencer Pratt.
Năm 2007, anh bắt đầu hẹn hò với Lauren Conrad, một thành viên chính của The Hills, và sau đó trở nên nổi tiếng sau khi được chọn vào loạt phim trong mùa thứ hai. Mối quan hệ ngắn ngủi của họ cuối cùng đã chấm dứt tình bạn của anh với Pratt. Năm sau, Jenner được đưa vào loạt phụ bản riêng của mình, Bromance, trong đó anh dự định tìm một người bạn đồng hành khác trong sự vắng mặt của Pratt. Tuy nhiên, nó đã bị hủy bỏ sau mùa khai mạc của nó sau khi nhận được xếp hạng áp đảo.
Năm 2009, Conrad rời The Hills để theo đuổi các cơ hội nghề nghiệp khác và được thay thế bởi bạn gái cũ của Jenner, Kristin Cavallari.Mối quan hệ nhen nhúm của họ trở thành tâm điểm của bộ truyện cho đến khi kết thúc năm sau.Năm 2013, Jenner trở lại truyền hình thực tế, xuất hiện trên Keeping Up with the Kardashians trong mùa thứ tám, trong đó có cha là Caitlyn Jenner và mẹ kế Kris Jenner, cùng Kourtney, Kim, Khloé và Rob Kardashian; và hai chị em cùng cha khác mẹ của mình, Kendall và Kylie Jenner.

## Cuộc đời và sự nghiệp
Jenner sinh ra ở Los Angeles, California, vào ngày 21 tháng 8 năm 1983, với tính cách truyền hình thực tế và nhà vô địch Thế vận hội đã nghỉ hưu Caitlyn Jenner và nữ diễn viên Linda Thompson. Anh là anh em cùng cha khác mẹ với Burton "Burt" và Cassandra "Casey" Jenner thông qua cuộc hôn nhân của Caitlyn với Chrystie Crownover, kéo dài từ năm 1972 đến năm 1981. Jenner là em trai của Brandon Jenner, cũng là một nhân vật truyền hình thực tế.
Sau khi cha mẹ của Jenner ly dị năm 1985, Caitlyn Jenner kết hôn với Kris Kardashian, vợ cũ của luật sư Robert Kardashian, vào năm 1991. Anh có hai người em gái cùng cha khác mẹ do bà Kris sinh ra là Kendall và Kylie Jenner.
Cũng trong năm 1991, Thompson tái hôn với nhà soạn nhạc và nhà sản xuất thu âm David Foster. Năm 2005, Thompson, Foster, anh em nhà Jenner và bạn của họ Spencer Pratt đóng vai chính trong loạt phim truyền hình thực tế The Princes of Malibu. Tuy nhiên, loạt phim đã bị hủy ngay sau khi ra mắt khi Thompson đệ đơn ly hôn với Foster.
Năm 2006, MTV đã phát triển loạt phim truyền hình thực tế The Hills với tư cách là làn sóng của Laguna Beach: The Real Orange County. Nó ban đầu ghi lại cuộc sống của Lauren Conrad, người xuất hiện trên người tiền nhiệm của nó, người bạn cùng phòng Heidi Montag, và bạn bè Audrina Patridge và Whitney Port. Năm 2007, Jenner bắt đầu hẹn hò với Conrad, điều này dẫn đến tình trạng xấu với tình bạn của anh với Pratt. Sau khi Conrad thiết lập mối quan hệ đồng hành với Jenner và Frankie Delgado, Pratt đã cắt đứt quan hệ với cả hai người đàn ông.
Năm 2009, Jenner dẫn chương trình và điều hành sản xuất chương trình thực tế của riêng mình Bromance, trong đó các chàng trai trẻ đã cạnh tranh để trở thành một phần trong đoàn tùy tùng của mình. Jenner đã làm người mẫu cho quần áo Guess, đồ lót Agent Provoc Nghiệp, OP, và tạp chí Cosmogirl.

## Đóng phim
| Năm  | Phim ảnh                               | Vai trò         | Ghi chú |
| ---- | -------------------------------------- | --------------- | ------- |
| 2010 | The Hills Live: Một kết thúc Hollywood | Bản thân anh ấy |         |

| Năm      | Chức vụ                        | Vai trò              | Ghi chú                                  |
| -------- | ------------------------------ | -------------------- | ---------------------------------------- |
| 2005     | Các nguyên tắc của Malibu      | Bản thân anh ấy      | 6 tập                                    |
| 2007 -10 | Những ngọn đồi                 | Bản thân anh ấy      | 63 tập                                   |
| 2008     | Quái vật của Đảng: Cabo        | Bản thân anh ấy      | Tập: "Brody Jenner và Frankie Delgado"   |
| 2008-09  | Bromance                       | Chủ nhà              | 6 tập; (cũng như nhà sản xuất điều hành) |
| 2011     | Kourtney và Kim Take New York  | Bản thân anh ấy      | Tập: "Tuần trăng mật đã kết thúc"        |
| 2012     | Chương trình buổi sáng Playboy | Bản thân anh ấy      | "Tập # 1.84"                             |
| 2007-15  | Theo kịp với Kardashians       | Bản thân anh ấy      | 11 tập                                   |
| 2015     | Quan hệ tình dục với Brody     | Chính mình / Chủ nhà | 4 tập; cũng như nhà sản xuất điều hành   |
| 2015     | Tôi là Cait                    | Bản thân anh ấy      | Tập: "Cuộc họp Cait"                     |
| 2019     | The Hills: Khởi đầu mới        | Bản thân anh ấy      |                                          |

## Giải thưởng
| Năm  | Giải thưởng             | Nhóm                                                | kết quả | Ghi chú        |
| ---- | ----------------------- | --------------------------------------------------- | ------- | -------------- |
| 2008 | Giải thưởng Teen Choice | Lựa chọn truyền hình thực tế nam / ngôi sao đa dạng | đề cử   | Những ngọn đồi |
| 2009 | Giải thưởng Teen Choice | TV lựa chọn: Nam thực tế / Ngôi sao đa dạng         | đề cử   | Bromance       |
| 2006 | Giải thưởng Teen Choice | TV lựa chọn: Nam thực tế / Ngôi sao đa dạng         | đề cử   | Những ngọn đồi |